# 水琴
水琴（英語：waterphone，ocean harp 或 AquaSonic waterphone）是一种利用装有液体（一般为水）的共鸣腔以及共鸣腔下方的共鸣盘进行发声的乐器。共鸣盘上焊有长短、粗细不一的柱状钢条——这导致水琴发出的声音是不和谐的、不连续的琶音。
与乐器的初衷相反，水琴发出的音色十分诡异，因此其往往被用于恐怖类影视剧作品、电子游戏的配乐
在1968年-1969年间，理查德·沃特斯发明了水琴，而后注册了专利
水琴一般使用普通小提琴琴弓进行演奏，亦可使用弹力橡胶球（英文：superball）摩擦共鸣盘进行演奏。演奏时，一手手握共鸣腔上端尼龙绳，另一手持小提琴琴弓或弹力橡胶球，与此同时，握有共鸣腔的手摇晃水琴，使其中的液体震荡，这将发出令人毛骨悚然的声音。